# 訃報 1975年1月
訃報 1975年1月（ふほう 1975ねん1がつ）では、1975年（昭和50年）1月中に物故した、又は物故が報じられた人物についてまとめる。

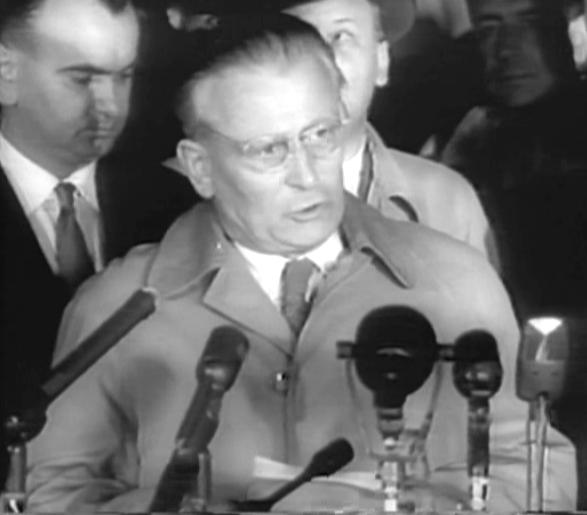
アントニーン・ノヴォトニー / 1月28日没

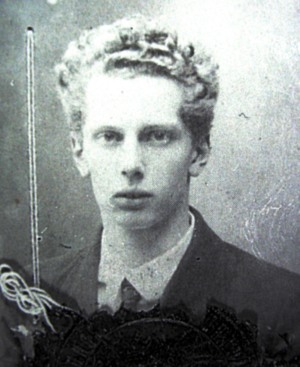
ボリス・ブラッハー / 1月30日没

## （1日 - 15日）
- 1月1日 - アルフレッド・ランシング、ジャーナリスト（* 1921年）
- 1月1日 - 荻野久作、産婦人科医・オギノ式考案者（* 1882年）
- 1月2日 - 並川義隆、内務・警察官僚（* 1898年）
- 1月5日 - 田中啓爾、地理学者（* 1885年）
- 1月6日 - ジョージ・プライス、科学者（* 1922年）
- 1月7日 - 広重徹、科学史家（* 1928年）
- 1月8日 - 山田節男、政治家（* 1898年）
- 1月8日 - 吉田兵次、人形浄瑠璃文楽の人形遣い（* 1883年）
- 1月8日 - リチャード・タッカー、テノール歌手（* 1913年）
- 1月12日 - 間宮茂輔、小説家（* 1899年）
- 1月13日 - 寺島紫明、日本画家（* 1892年）

## （16日 - 31日）
- 1月16日 - 八代目坂東三津五郎、歌舞伎役者（* 1906年）
- 1月18日 - 林家染語楼 (3代目)、上方噺家（* 1918年）
- 1月18日 - 江口渙、小説家（* 1887年）
- 1月20日 - 大久保和郎、翻訳家（* 1923年）
- 1月21日 - 中岡弥高、陸軍軍人・政治家（* 1882年）
- 1月23日 - 江沢譲爾、経済地理学者（* 1907年）
- 1月23日 - 江馬修、作家（* 1889年）
- 1月25日 - 上司海雲、華厳宗の僧侶（* 1906年）
- 1月25日 - 佐藤謙三、国文学者（* 1910年）
- 1月25日 - 富原薫、作詞家（* 1905年）
- 1月26日 - 諏訪熊太郎、キリスト教宣教家（* 1890年）
- 1月28日 - 山崎定次郎、ツルのおじいさん（* 1889年）
- 1月28日 - アントニーン・ノヴォトニー、チェコスロバキアの指導者（* 1904年）
- 1月29日 - 徳田御稔、動物学者（* 1906年）
- 1月30日 - ボリス・ブラッハー、作曲家（* 1904年）
- 1月31日 - 迫畑正巳、プロ野球監督（* 1912年）